# 周布村
周布村（しゅうふむら）は愛媛県東予地方の周桑郡にあった村。1955年（昭和30年）に合併により壬生川町となり消滅した。

## 地理
周桑平野（道前平野）のほぼ中央。中山川の中流左岸、新川の右岸。後に、1972年（昭和47年）、東予市役所の本庁舎が大字壬生川から当地に移転された。（現在の西条市東予総合支所）
河川
中山川
村名の由来
周布は「周敷」とも書き、古くからの名である。古くは「すふ」「しゅふ」とも読むことがあり、現在では「しゅう」と読む。

## 歴史

### 略史
- 近世には西条藩領と小松藩領とが混在していた。

### 村の沿革
- 1889年（明治22年）12月15日 - 町村制施行により周敷郡周布村・吉田村の区域を以て周布村が発足。
- 1897年（明治30年）4月 - 周桑郡の所属となる。
- 1955年（昭和30年）1月1日 - 壬生川町・国安村・吉井村・吉岡村と新設合併し、改めて壬生川町が発足。同日周布村廃止。

## 地域
発足時の2つの旧村がそのまま大字を形成し、周布村消滅以降も引き継がれた。周布は「しゅう」と読まれる。
西条市の一部となった現在では、地名表記は西条市にそのまま旧大字を続ける。
例：西条市吉田

## 産業
農業のほか、製造業では和紙、綿織物などを産した。